# میدون (برنامه تلویزیونی)
میدون یک رقابت تلویزیونی استعدادیابی شغلی با هدف حمایت از کسب‌وکارهای برتر نوپا است که به تهیه‌کنندگی محمدحسین هاشمی گلپایگانی تولید و از شبکه سه سیما پخش می‌شد. فصل اول میدون از مهر ۱۳۹۸ تا اردیبهشت ۱۳۹۹ و فصل دوم آن از تیر ۱۳۹۹ تا خرداد ۱۴۰۰ روی آنتن بود. مجموع قسمت‌های دو فصل اول و دوم به عدد ۱۵۰ رسید. فصل سوم نیز از فروردین ماه ۱۴۰۱ پخش شده و تا پایان سال ادامه داشت.
در این برنامه ۳ شرکت‌کنندهٔ راه‌یافته به هر قسمت به ارائهٔ طرح خود می‌پردازند و کارآفرین برتر انتخاب می‌شود. در پایان هفته (در فصل اول) و ماه (در فصل دوم) با رأی مخاطبان، «کارآفرین برگزیده» از میان نفرات برتر برنامه‌ها انتخاب شده و برای تبدیل طرح منتخب به کار صنعتی به برگزیده وام اختصاص داده می‌شود.
در فصل سوم برنامه شرکت‌کننده‌ها با ریل وارد میدون می‌شوند و در یک دقیقه کسب‌وکار خود را ارائه می‌دهند. در این یک دقیقه فرصت دارند تا یکی از سه داور را قانع کنند که شرکت کننده را انتخاب کنند تا شرکت کننده به بخش اصلی برنامه راه یابد.
پارسا خائف، برگزیده فصل اول مسابقه استعدادیابی عصر جدید، تیتراژ آغازین میدون را خوانده و آهنگسازی اثر را هم فرید سعادتمند عهده‌دار شده‌است. 

## پیشینه
ایده معرفی کارآفرینان از دو سال قبل از ساخت میدون وجود داشته و به خصوص در دو برنامه تلویزیونی «پایش» و «حرف حساب» بخشهایی به معرفی کارآفرینان اختصاص یافته (مثل بخش «میدون کسب و کار» در پایش)؛ از دل همین برنامه‌ها طرح مسابقه کارآفرینی متولد شده‌است.

## وابستگی ایدئولوژیک
در این برنامه فعالیت‌های سامانه‌ای تبلیغ می‌شود که متصل به بسیج دانشگاه امام صادق است. تهیه‌کننده در این باره در برنامه گفته‌است: تعامل مرکز تحقیقات بسیج دانشگاه امام صادق و صدا و سیما منجر به تولید برنامه «میدون» شده‌است.حجت‌الله عبدالملکی عضو هیئت علمی دانشگاه امام صادق یکی از داوران این مسابقه بود.

## معیارهای راهیابی به برنامه
علاقه‌مندان با ارسال رزومه و فیلم به سایت برنامه، کسب و کار نوپای خود را معرفی می‌کنند و درصورتی که استانداردهای لازم را داشته باشند به آن دعوت می‌شوند. شرکت‌کنندگان این برنامه در آغاز کار خود نیستند، آنها کسب‌وکار خود را تا مرحله‌ای به نتیجه رسانده و بیشتر به سرمایه احتیاج دارند.
هاشمی (تهیه‌کننده) برنامه، پیرامون ملاک و معیارها برای حضور در برنامه «میدون» عنوان کرده‌است: «ایده‌هایی را قبول می‌کنیم که به مرحله تولید رسیده و برای توسعه کسب و کار خود نیاز به سرمایه و وام داشته باشند. کارشناسان برنامه دربارهٔ حوزه کسب و کار، هزینه درآمد، میزان فروش، ایده، خلاقیت، مزیت کسب و کار نسبت به کسب و کارهای دیگر، مجوز، برند با منتخبان صحبت می‌کنند و برای شرکت در برنامه دعوت می‌شوند.»

## فصل‌ها
فصل اول: سه شرکت کننده راه یافته در هر قسمت به ارائه طرح خود پرداخته و کارآفرین برتر هر شب با نظر داوران و هیئت منصفه انتخاب شده و در انتهای هر هفته (پایان دو قسمت از برنامه) با رای بینندگان، کارآفرین برگزیده از میان دو برنده انتخاب شده و وام ۴٪ (تا سقف یک میلیارد تومان) به او اختصاص می‌یافت. چند قسمت پایانی فصل به دلیل دستورالعمل‌های پیشگیری از کرونا بدون حضور هیئت منصفه برگزار شد.
فصل دوم: با تداوم شیوع کرونا هیئت منصفه از برنامه حذف شدند. همچنین علاوه بر تغییر برخی داوران، نحوه نمره‌دهی داوران به شرکت کنندگان هم تغییر کرد. همچنین برنده وام نه در پایان هفته، بلکه پس از یک ماه اجرا، انتخاب می‌شود. از اواسط فصل دوم برنامه با چهار داور اجرا شد. 
فصل سوم: این فصل با تغییرات زیادی در ساختار و اجرای برنامه همراه بود . با بهبود شرایط کرونا هیئت منصفه ( دانشجویان نخبه و کارآفرینان و افراد فعال ) به برنامه بازگشند . کارآفرین برتر هر برنامه توسط گروه داوران و هیئت منصفه طی سه مرحله انتخاب می شود و وام ۴٪ ( دو میلیارد تومان ) به او اختصاص می یابد .  در این فصل ولی الله اشرفی به عنوان مجری برنامه انتخاب شد و مسابقه با ساختار و ارائه جدید و همچنین دکوری متفاوت نسبت به فصول قبل روانه انتن سیما شد .

## جایزه برنامه و نحوه داوری
اگرچه جایزه اصلی برنامه همان وام تا سقف یک میلیارد است اما درواقع این مسابقه سه نوع جایزه دارد:
«جایزه اول» وام کم بهره‌ای است که مبلغ آن را خود برنده در زمان شرکت در مسابقه از قبل مشخص کرده است و در صورت برنده شدن این وام به وی تعلق خواهد گرفت. 
«جایزه دوم» حضور همه این کسب و کارها در یک برنامه ویژه با حضور عده‌ای از سرمایه گذاران دولتی و غیردولتی است که در آن به معرفی خود پرداخته و فرصتی برای جذب سرمایه گذار کسب می‌کنند. 
«جایزه سوم» حمایت مالی داوران مسابقه از طرح‌های کسب و کار است که در چندین مورد مشاهده شده است.
اما متاسفانه اکثر شرکت کنندگان اعلام داشته اندکه هیچ وامی در کار نبوده و با بهانه های مختلف از پرداخت وام شانه خالی می‌کرده اندودر سری های جدید برنامه خبرهایی در مورد اینکه قبل از برنامه از شرکت کنندگان حتی برای عدم درخواست وام امضا گرفته میشود نیز به گوش می‌رسد و به شرکت کنندگان اعلام میشود که این برنامه فقط جنبه تبلیغات برای کسب و کار شما را دارد و هیچ وامی در کار نخواهد بود.حال آنکه چطور در یک برنامه تلویزیونی در یک شبکه معتبر به این راحتی به دروغ چیزی را پخش میکنند واقعا مشخص نیست. 

### نحوه داوری
در «فصل اول» هر داور در هر برنامه ۲۰ سکه داشت که باید بر اساس قضاوت خود بین سه شرکت کننده تقسیم کند اما در نحوه تقسیم کاملاً آزاد بودند یعنی می‌توانستند به یک نفر هیچ سکه ای ندهند یا تمام سکه‌های خود را به یک نفر بدهند یا بخشی از سکه‌ها را پیش خود نگهدارند. اعضای هیئت منصفه هم هرکدام فقط یک سکه داشتند که باید آن را در سبد یکی از سه شرکت کننده می‌ریختند.
در «فصل های دوم » علاوه بر حذف هیئت منصفه، برای هر شرکت کننده به‌طور پیش فرض ۷ سکه درنظر گرفته شده بود. بعداز هر اجرا داوران اعلام می‌کنند که چند سکه از ۷ سکه او کم می‌کنند و در آخر می‌توانند تصمیم بگیرند که تمام یا بخشی از سکه‌های کسر شده هر شرکت کننده به سبد کدام یک ریخته شود.
در «فصل سوم» هر برنامه شامل سه مرحله است . در مرحله اول که ۳ داور حضور دارند شرکت کنندگان هر کدام یک دقیقه فرصت دارند تا کسب و کار خود را شرح بدهند تا نظر یکی از داور ها را جلب کنند و یکی از ۳ داور آنها را انتخاب کند در پایان سه شرکت کننده از کل شرکت کنندگان مرحله اول توسط ۳ داور برگزیده می شوند .                                     در مرحله دوم علیرضا یونچی از داوران برنامه که در مرحله اول حضور نداشت برای ۳ شرکت کننده چالش های حضوری در مورد کسب وکار ، بازار و... تعیین می کند تا آنها انجام بدهند و در پایان چالش یونچی ۲ شرکت کننده از سه شرکت کننده را انتخاب می کند و ۲ شرکت کننده به مرحله آخر راه پیدا می کنند.                                                                          در مرحله سوم که علاوه بر هئیت منصفه حالا ۵ داور حضور دارند . دو شرکت کننده هر کدام ۲۰ دقیقه فرصت دارند را کسب و کار خود را به صورت جزئی و مفصل تر و با ارائه های مختلف شرح بدهند و در پایان رای گیری بین دو نفر توسط ۵ داور و هیئت منصفه انجام می شود که هر رای داور ۵ امتیاز و هر رای هیئت منصفه ۱ امتیاز دارد و هر شرکت کننده که بیشتر امتیاز بیاورد برنده ۲ میلیون وام برنامه می شود.                                     

## عوامل اجرایی و داوران
- تهیه‌کننده: محمدحسین هاشمی گلپایگانی
- کارگردانان: مهران و مهرگان علوی
- مجری، راوی و گوینده پلاتو: حامد سلطانی ولی الله اشرفی[۱۰]

داوران (به ترتیب الفبا):
- امیرحسین اسدی (فصل اول و دوم):فعال استارتاپی و مدیرعامل چند شرکت نوپا
- محمدامین حاج کاظمیان (فصل دوم ، سوم و چهارم ): کارآفرین صنعت خشکبار
- امیر شکوهی نیا (فصل دوم و چهارم): فعال استارتاپی و مدرس دیجیتال مارکتینگ
- حجت‌الله عبدالملکی (فصل دوم): عضو هیئت علمی دانشگاه امام صادق و معاون اشتغال و کاریابی کمیته امداد
- پرویز کرمی (فصل اول): دبیر ستاد توسعه فناوری های فرهنگی و نرم معاونت علمی، فناوری و اقتصاد دانش بنیان ریاست جمهوری
- حسین مصطفی زاده (فصل دوم ، سوم و چهارم ): کارآفرین نمونه و نایب رئیس شورای اصناف و مدیرعامل شرکت بیژن
- حمیدرضا موثقی نیا (فصل دوم (در میانه فصل دوم از برنامه جدا شد)): مسوول اتحادیه تولیدکنندگان، بازرگانان و صنایع بسته‌بندی چای کشور
- مینا مهرنوش (فصل اول، دوم ، سوم و چهارم): عضو هیئت علمی دانشگاه تهران و مدیرعامل مرکز استعدادیابی و خلاقیت کسب و کار
- علیرضا نبی (فصل اول): تولیدکننده موفق و از نام آوران حوزه اشتغال زایی اجتماعی
- علیرضا یونچی (فصل اول ، دوم ، سوم و چهارم): عضو مجمع عالی واردات

در میانه‌های فصل اول، تهیه‌کننده در گفتگو با فرهیختگان در خصوص علت تعدد داوران چنین توضیح می‌دهد: 

داوران ما هرکدام یک کاراکتر دارند. اینکه تعداد زیاد است را قبول دارم، ولی هرکدام با دیگری متفاوت است. یعنی ما چهار تا استاد دانشگاه نیاوردیم که کنار هم بگذاریم؛ یکی حاجی‌بازاری است، یکی دیجیتال مارکتینگ است، یکی استاد دانشگاه است، یکی تولیدکننده است، یکی کارمند و کاراکتر دولتی حامی کسب‌وکار است، هر کدام یک کاراکتر دارند و متفاوت هستند، بنابراین همیشه بین آنها اختلاف‌نظر وجود دارد. این اختلاف واقعی است و در فضای کسب‌وکار وجود دارد.
 حاجی بازاری اشاره به یونچی، دیجیتال مارکتینگ اشاره به اسدی، منظور از استاد دانشگاه مهرنوش، تولیدکننده نبی و کاراکتر دولتی کرمی بود.
تغییرات گروه داوری در فصل دوم زیاد بود؛ برخلاف فصل اول که گروه داوری پنج نفره از ابتدا تا انتها ثابت و دست نخورده بود، در فصل دوم برخی داوران در میانه های فصل تغییر کردند و حتی بعضی قسمتها برنامه با سه یا چهار داور اجرا شد!  در هر برنامه مخاطبین با ترکیب متفاوتی از داوران قدیمی و جدید مواجه می شوند که معلوم نیست کدام یک داوران ثابت و کدام جایگزین هستند! 
همچنین با توجه به حذف سه داور در فصل دوم و جایگزینی داورهایی که فعال استارتاپی و دیجیتال مارکتینگ بودند عملاً کفه داوری به سمت دیجیتال مارکتینگ سنگین شد. نکته جالب دیگر اینکه امیر شکوهی نیا که در فصل دوم به گروه داوری اضافه شد در فصل اول مسابقه، شرکت کننده بود

## بعد از میدون
«بعد از میدون» آیتمی است که در هر برنامه پخش و در آن وضعیت شرکت‌کنندگان برنامۀ قبل پیگیری می‌شود، به‌خصوص اینکه بعداز پخش برنامه چه اتفاقاتی در حوزه سرمایه‌گذاری و مشارکت برایشان به وجود آمده‌است.

## برنامه های جنبی

### نمایشگاه دست‌آوردها
در پایان فصل اول برنامه نمایشگاهی از دست‌آوردهای کارآفرینان میدون برگزار شد که معاون علم و فناوری رئیس جمهور (سورنا ستاری) مهمان آن بود

### میدون ایران
داوران به سرتاسر ایران سفر می کنند و کسب و کارها را از نزدیک می بینند. 

### میدون بان (میدون مردم)
مردم از مشکلاتی که سرراه تولید قرار دارد فیلم می فرستند تا برنامه مشکلات را پیگیری کند. 

## حاشیه‌ها
در ۱۸ اردیبهشت ۱۳۹۹ (آخرین قسمت از فصل اول) گروهی که در برنامه قصد معرفی پودر خاصی برای کپسول آتش‌نشانی داشتند برای معرفی ایده خود طرحی برای ایجاد آتش در دکور اجرا کردند اما یکی از کپسولهای آتش‌نشانی عمل نکرد و آتش از کنترل خارج شد. در این حادثه آسیب جانی به کسی نرسید اما بخشی از دکور برنامه سوخت و به تأسیسات آسیب رسید. جالب اینکه این گروه در اولین قسمت از فصل دوم مجدداً در برنامه حاضر شده و ضمن عذرخواهی بابت به آتش کشیدن دکور برنامه! دوباره محصول خود را معرفی کردند
در پنجمین برنامه از فصل دوم، یکی از داوران (حمیدرضا موثقی نیا) به یکی از شرکت کنندگان برنامه که کسب و کار لوازم جانبی خودرو را معرفی کرده بود، هدیه ۲۶۰ میلیون تومانی داد که این هدیه نامتعارف بازتاب زیادی در رسانه‌ها داشت
در اواسط فصل دوم (شهریور۹۹) دو نفر از داوران مبتلا به کرونا شدند اما برنامه بدون حضور ایشان و با سه داور ادامه پیدا کرد و در جایگاه خالی این دو نفر (عبدالملکی و شکوهی نیا) از تصاویر ایشان با ماسک استفاده شد.